# Jean-Christophe Victor
Pour les articles homonymes, voir Victor.
Jean-Christophe Victor, né le 30 mai 1947 à Neuilly-sur-Seine (Seine) et mort le 28 décembre 2016 à Saint-Jean-de-Fos (Hérault),,, est un géographe, ethnologue, chercheur, enseignant et animateur français, expert en géopolitique et en relations internationales.
Fondateur et directeur scientifique du Laboratoire d'études prospectives et d'analyses cartographiques (Lépac), il s'est illustré en mettant au point une forme originale de présentation télévisée, à partir de cartes, des concepts géographiques, politiques et, au sens propre du mot, géopolitiques, avec l'émission Le Dessous des cartes diffusée à partir de 1990, d'abord sur La Sept puis sur Arte.

## Biographie

### Famille
Jean-Christophe Victor est le fils de l'explorateur polaire Paul-Émile Victor et de la productrice de télévision Éliane Decrais.
Conjoint de Virginie Raisson,, il est le père de quatre enfants.

### Enfance - Formation
Enfant, il souffre d'une grave malformation cardiaque. Il a 9 ans, lorsque ses parents le font opérer à cœur ouvert par un chirurgien de Minneapolis.
Il est diplômé en chinois de l'École des langues orientales, diplômé d'études approfondies en science politique (1982) et docteur en ethnologie de l'Institut d'ethnologie du musée de l'Homme au début des années 1970. Pour les besoins de sa thèse, il passe une année dans le village reculé de Bridhim, un village tamang, au Népal. Il développe une passion pour le continent asiatique. « J’adore l’Asie, et c’est le continent que je connais le mieux », confie-t-il au journal Libération.

### Carrière
Au début des années 1970, fraîchement diplômé, il postule au ministère français des Affaires étrangères dans l'espoir d'être affecté à Pékin. Mais il se retrouve nommé provisoirement comme attaché culturel à Kaboul (Afghanistan). À la suite de l'invasion de l'Afghanistan par l'URSS, il est recruté au Centre d'analyse et de prévision (CAP) pour apporter son expertise sur la situation du pays. « Je faisais de l’analyse de renseignements — pas du renseignement, attention —, je devais pondre des notes de trois pages sur l’évolution de la situation au Pakistan et en Afghanistan ». De cette expérience, naît son sens de la synthèse, et il rédige son premier ouvrage, La Cité des murmures, paru en 1983, où il décrit l'entrée des Afghans dans la guerre. Il participe également à de nombreuses missions humanitaires en Afghanistan et au Pakistan, notamment comme membre cofondateur de l'association Action contre la faim. Il travaille au CAP de 1980 à 1989.
Il développe en 1990 pour La Sept un concept inédit d'émission associant des cartes à la présentation des enjeux historiques et géopolitiques, Le Dessous des cartes. Ce magazine hebdomadaire est diffusé à partir de 1992 par la chaîne franco-allemande Arte. Depuis, il est également diffusé sur TV5 Monde et sur Internet. Au journal Libération, Jean-Christophe Victor confie être « tombé dans les cartes tout petit. Il y en avait partout à la maison ». Il justifie la courte durée de ses émissions : « […] dix minutes, ça suffit bien, c’est même parfois trop long ».
Dans le même temps, il crée en 1992 avec Virginie Raisson et Laurence Capitaine le Laboratoire d'études prospectives et d'analyses cartographiques (Lépac), laboratoire de recherche appliquée, privé et indépendant, spécialisé en politique internationale et prospective. Ce centre de recherches en relations internationales, spécialisé dans l'analyse, la pédagogie, la cartographie, la transmission des connaissances, intervient auprès d'entreprises françaises et européennes, de collectivités territoriales et auprès de l'Union européenne. Sa vocation est d'éclairer le débat public et les enjeux de long terme. Jean-Christophe Victor en est, jusqu'à sa mort, le principal actionnaire et le directeur scientifique.
Il est également enseignant et conférencier en France et à l’étranger et anime des séminaires de formation sur les questions internationales.
En liaison avec le département du Jura et la région Franche-Comté, il travaille à l'établissement du premier grand musée français concernant les mondes arctique et antarctique, succédant à Prémanon à un plus modeste musée Paul-Émile-Victor. Cet Espace des mondes polaires,,, ouvert depuis le 19 février 2017 est consacré à l'histoire des recherches françaises dans ces régions et aux enseignements scientifiques qu'elles ont produits.

### Mort
Il meurt le matin du 28 décembre 2016 à Saint-Jean-de-Fos, à l'âge de 69 ans, des suites d'une crise cardiaque. La Bibliothèque nationale de France lui a rendu un hommage public le 27 septembre 2017.

## Ouvrages
- Jean-Christophe Victor, L'Enjeu afghan – La Cité des murmures, Paris, Éditions Jean-Claude Lattès, 1983, 340 p. (OCLC 300046562, BNF 34725489).
- Jean-Christophe Victor (dir.) et Henry Dougier (rédacteur en chef), Armes : France 3e grand : nos stratèges, chercheurs, fabricants et vendeurs, Paris, Autrement, coll. « Autrement / mutations » (no 73), 1985, 251 p. (ISBN 2-86260-090-3 et 978-2-86260-090-1, OCLC 300053107).
- Jean-Christophe Victor, Virginie Raisson, Frank Tétart et Frédéric Lernoud (cartographie), Le Dessous des cartes – Atlas géopolitique, Paris, Tallandier/Arte éditions, 2006, 2e éd. (1re éd. 2005), 251 p. (ISBN 2-84734-234-6 et 978-2-84734-234-5, OCLC 319911999, BNF 42422451).
- Jean-Christophe Victor, Virginie Raisson, Frank Tétart et Frédéric Lernoud (cartographie), Le Dessous des cartes – Atlas d'un monde qui change, t. II, Paris, Tallandier/Arte éditions, 2007, 207 p. (ISBN 978-2-84734-466-0 et 2-84734-466-7, OCLC 465982880, BNF 41230835).
- Jean-Christophe Victor et Paul-Émile Victor, Adieu l'Antarctique, Paris, Éditions Robert Laffont, 2007, 204 p. (ISBN 978-2-221-10874-1 et 2-221-10874-4, OCLC 237954565, BNF 41140005, présentation en ligne).
- Jean-Christophe Victor, Dominique Fouchard et Catherine Barichnikoff, Atlas junior, Paris, Tallandier/Arte éditions, 2010, 112 p. (ISBN 978-2-84734-634-3 et 2-84734-634-1, OCLC 718308359, BNF 42351006).
- Jean-Christophe Victor, Itinéraires géopolitiques, Paris, Tallandier/Arte éditions, 2011, 224 p. (ISBN 978-2-84734-823-1 et 2-84734-823-9, OCLC 800935487, BNF 42559264).
- Jean-Christophe Victor, Un œil sur le monde – L'actualité à travers les dessins de presse internationaux de 1989 à nos jours, Paris, Éditions Robert Laffont, 2012, 280 p.  (ISBN 978-2-221-13308-8).
- Jean-Christophe Victor, Virginie Raisson, Frank Tétart et Frédéric Lernoud (cartographie), Le Dessous des cartes – Atlas d'un monde qui change, t. II, Paris, Tallandier/Arte éditions, 2007, 207 p. (ISBN 978-2-84734-466-0 et 2-84734-466-7, OCLC 465982880, BNF 41230835).
- Jean-Christophe Victor, Le dessous des cartes -Atlas géopolitique, Paris, Éditions Taillandier, 2005, 251 p. (ISBN 2-84734-234-6).
- Jean-Christophe Victor, Le Dessous des cartes Asie, Paris, Tallandier/Arte éditions, 2016, 114 p.[24]